# (541093) 2018 RJ4
(541093) 2018 RJ4 es un asteroide perteneciente a asteroides que cruzan la órbita de Marte descubierto el 2 de septiembre de 2003 por el equipo del Lincoln Near-Earth Asteroid Research desde el Laboratorio Lincoln, Socorro, Nuevo México, Estados Unidos.

## Designación y nombre
Designado provisionalmente como 2018 RJ4.

## Características orbitales
2018 RJ4 está situado a una distancia media del Sol de 2,410 ua, pudiendo alejarse hasta 3,217 ua y acercarse hasta 1,602 ua. Su excentricidad es 0,334 y la inclinación orbital 23,64 grados. Emplea 1366,85 días en completar una órbita alrededor del Sol.

## Características físicas
La magnitud absoluta de 2018 RJ4 es 17,5. 